# Kompanj
Kompanj je naselje u Republici Hrvatskoj, u sastavu Grada Buzeta, Istarska županija. 

## Poznate osobe
- Renato Pernić, hrvatski etnomuzikolog, glazbeni urednik, kulturni djelatnik i skupljač narodnog blaga

## Stanovništvo
Prema popisu stanovništva iz 2001. godine, naselje je imalo 36 stanovnika te 13 obiteljskih kućanstava.
Prema popisu stanovništva iz 2011. godine, naselje je imalo 36 stanovnika.
| broj stanovnika |       |       | 64    | 110   | 168   | 192   |       |       | 173   | 153   | 130   | 90    | 60    | 43    | 36    | 36    | 24    |
|                 | 1857. | 1869. | 1880. | 1890. | 1900. | 1910. | 1921. | 1931. | 1948. | 1953. | 1961. | 1971. | 1981. | 1991. | 2001. | 2011. | 2021. |